# Obock
Obock (ou Hayyú en afar) est une ville littorale de la république de Djibouti, et le chef-lieu du district et de la région du même nom. C'est une ville historique Afar .

## Histoire

### XIXesiècle
En 1858, un notable propose au consul de France à Aden, Henri Lambert, l'achat par la France d'Obock, alors pratiquement inhabité. Mais Lambert est assassiné le 4 juin 1859. Une mission navale française arrête les suspects, et organise l'envoi en France de plusieurs notables qui signent le 11 mars 1862 avec Édouard Thouvenel, ministre des affaires étrangères, un traité de paix et d'amitié perpétuelle par lequel la France achète « les ports, rade et mouillage d’Obock situés près du cap Ras Bir avec la plaine qui s’étend depuis Ras Aly au sud jusqu’à Ras Doumeirah au nord » pour 10 000 thalers (55 000 francs de l'époque). Le 20 mai suivant a lieu la prise de possession officielle du territoire par le capitaine de frégate Buret du Curieux, qui note dans son rapport au ministre de la Marine qu'il avait la conviction que si les habitants de cette côte désiraient la présence des Français, « c'est qu'ils étaient persuadés que nous étions indifférents au commerce des esclaves et que nous autoriserions leurs boutres à porter le pavillon français pour couvrir leur commerce illicite ». 

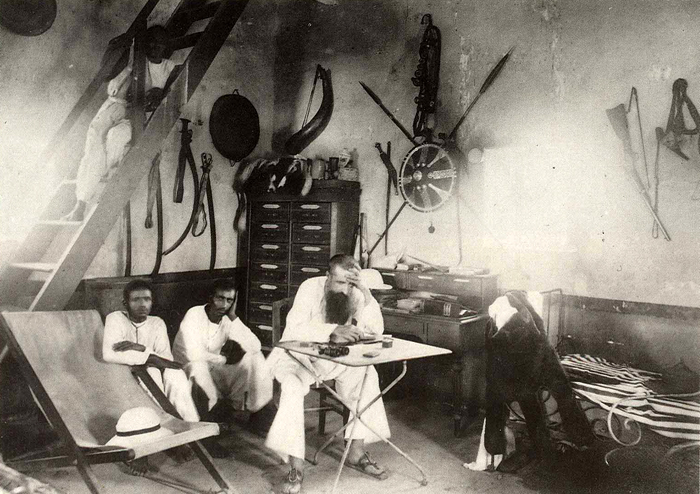
Paul Soleillet à Obock en 1884

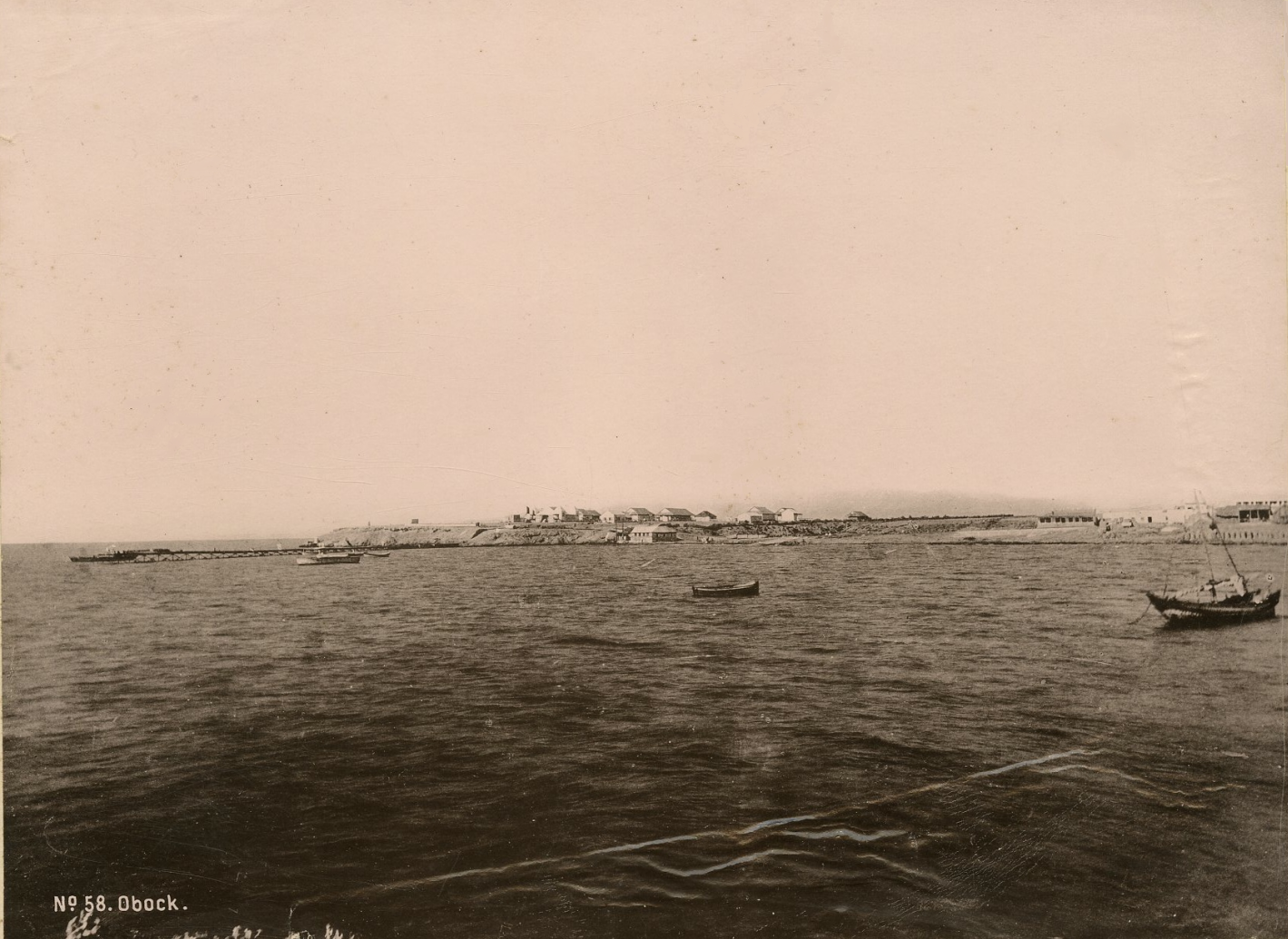
La rade d'Obock vers 1890

Pendant près de 20 ans, le site ne fait l'objet d'aucune occupation, même après l'ouverture du canal de Suez. Il est simplement visité par des navires de la division navale de l'océan Indien, jusqu'à l'installation du commerçant Pierre Arnoux en 1881, suivi de Paul Soleillet, qui doivent exercer leurs activités dans l'insécurité chronique qui résulte de l'absence de tout gouvernement sur ce territoire théoriquement français . Dans la foulée de la guerre franco-chinoise au cours de laquelle la Grande-Bretagne, neutre, interdit la relâche des navires de guerre français à Aden, le gouvernement français se décide enfin à créer une escale de ravitaillement sur la route de l'Extrême-Orient et de Madagascar. Obock est occupé en 1884, avec l'arrivée en août de Léonce Lagarde qui y établit une administration et étend rapidement la souveraineté française dans le golfe de Tadjourah, formant ainsi le territoire d'Obock et dépendances.
Plusieurs autres négociants s'installent à Obock. En 1886 on y crée un dépôt de condamnés aux travaux forcés pour condamnés arabes, puis africains, indiens et annamites. Le pénitencier, qui n'existera que peu d'années, est installé dans les bâtiments de l'établissement de Paul Soleillet, déserté après son décès. Les détenus exécutent des travaux d'utilité publique tels qu'une digue, un quai, des jardins et la résidence du gouverneur. 
Lagarde constate rapidement qu'Obock offre peu de possibilités d'expansion économique car la route vers le Choa et le reste de l'Éthiopie traverse des régions hostiles; en outre le mouillage y est exposé. Le lieu est remplacé dans ses fonctions portuaires et administratives par la ville de Djibouti, créée en 1888, et son territoire est intégré à la côte française des Somalis, à sa création le 20 mai 1896. L'un après l'autre, les négociants et les maisons de commerce désertent Obock pour le nouveau chef-lieu de la colonie.
Obock est le débouché d'un câble télégraphique sous-marin qui relie la colonie française à Aden via l'île de Périm, construit par la société Eastern Telegraph Company (autorisée en 1889 pour une concession de vingt ans).

### XXesiècle
Sa situation géographique est aussi utilisée pour la contrebande d'armes, activité répandue dans le golfe d'Aden et en Somalie et contre laquelle le gouvernement français s'engage en 1909 aux côtés du Royaume-Uni et de l'Italie.

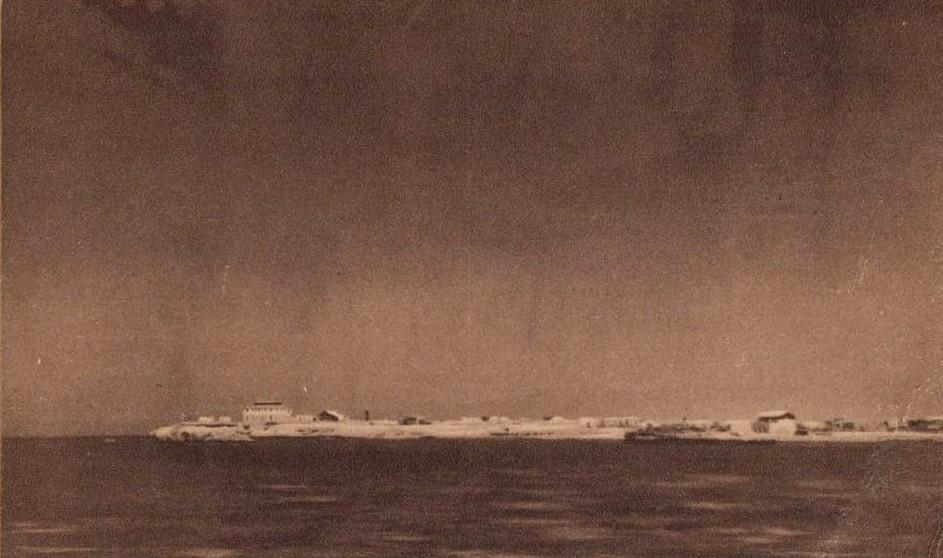
Panorama d'Obock dans les années 1920

Obock demeure néanmoins, jusqu'à l'occupation de Tadjourah en 1927, le seul lieu de la côte septentrionale du golfe de Tadjourah doté d'une administration coloniale. Elle devient le chef-lieu du district dankali en 1914, puis un poste administratif en 1927. Il disparaît lors de son intégration dans le cercle des Adaels en 1929, mais le redevient dès 1931. Obock est chef-lieu d'un cercle chargé de ravitailler la colonie lors du blocus allié, de 1941 à 1943, puis de nouveau un simple poste administratif, avant de redevenir un chef-lieu de cercle de 1963 à l'indépendance, en 1977.

### Base militaire américaine puis chinoise
Une base militaire des États-Unis y était installée brièvement avant de rejoindre le camp Lemonnier, camp de la Légion Étrangère.
En 2015, la Chine prend la place des Américains. Des projets d'aménagement du territoire sont présentés, comportant notamment des infrastructures portuaire et aéroportuaire auxquels les institutions financières et des sociétés chinoises ont prévu d'apporter leur concours. 
En janvier 2016, le chantier sur un terrain de 90 acres, soit environ 0,36 km2, commencent comportant entre autres la construction d'une nouvelle jetée et d'un terminal conteneur.
Le porte-paroles du ministère chinois de la Défense a confirmé, dans la conférence de presse du 25 février 2016, que la construction des « infrastructures de soutien logistique » a commencé à Djibouti. Les travaux devraient prendre fin d’ici 2017 selon les observateurs.

## Géographie

### Situation
Obock se situe dans le sud de la région, à l'est de la côte septentrionale du golfe de Tadjourah, au porte du Detroit de Bab el Mandeb et dans la partie nord-est de la république de Djibouti, à 235 km (par route) de Djibouti, la capitale.

### Géologie et relief
Obock se situe à 13 m d'altitude sur le plateau des Gazelles (Dála-h Húgub, en afar), en terrain désertique.
Mangrove de Godoria, de Ras Siyan et de Hargayya.
Massif de Mabla.
Le fond marin de la mer d'Obock est riche en poisson.

### Climat
Le climat d'Obock est de type tropical aride avec une température moyenne annuelle de 26,5 °C et un total de 80 mm de précipitations par an.

### Transports
Obock est desservie par les nationales 14 (Obock-Tadjourah) et 15 (Obock-frontière érythréenne) et par un aéroport.
Par ailleurs, des ferries la relient quotidiennement à Djibouti, la capitale.

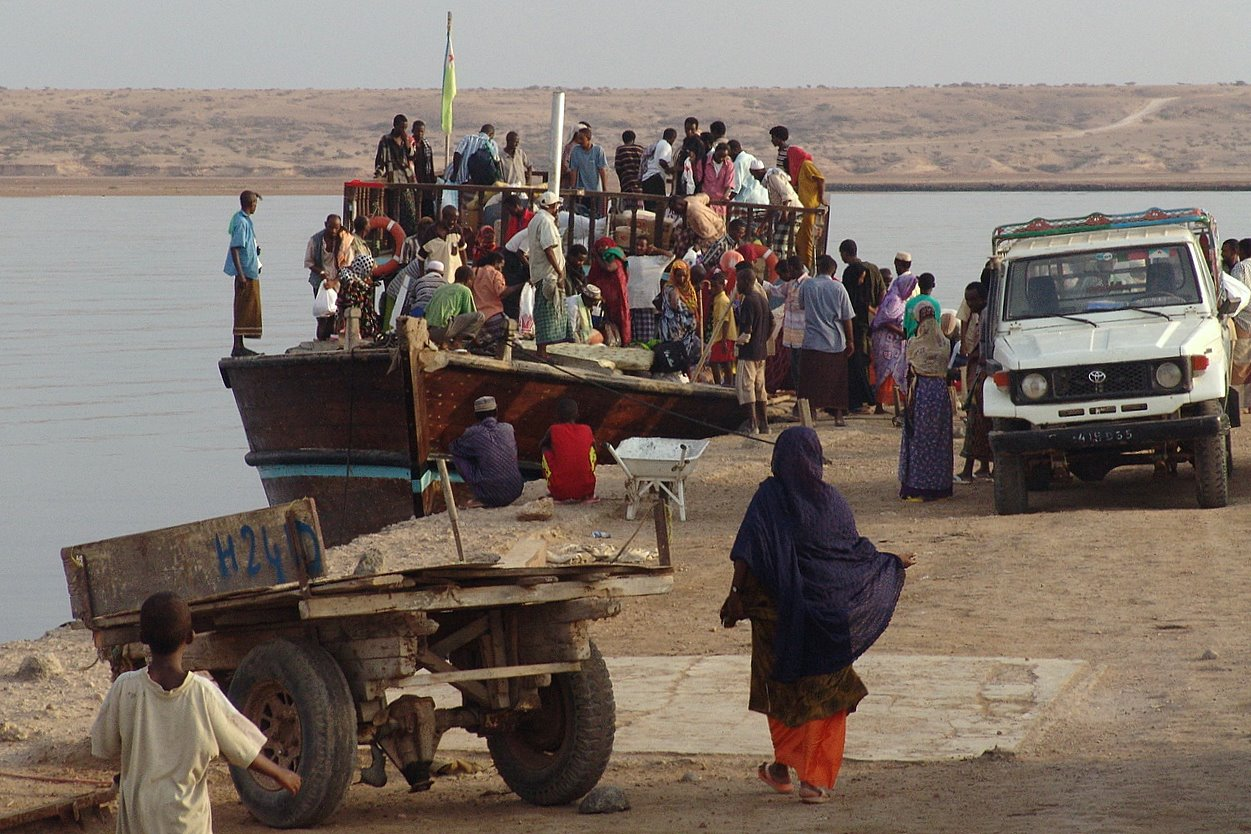
Ferry, port d'Obock en 2005

## Toponymie
La forme française Obock dérive de l'arabe Oboh, déformation d'Obóki, nom donné à l'oued Dár'i dans sa partie moyenne, en amont de son delta côtier.

## Politique et administration

### Liste des maires d'Obock
- Mohamed Omar;
- Salem Abdallah Youssouf ;
- Dini Mohamed Bourhan;
- Ismael Ali Yabeh;
- Abdourazak Daoud Ahmed;
- Omar Farada;
- Ahmed Abdallah Dagueh;
- Hassan Dabaleh;
- Abdoulmalik mohamed banoita

### Jumelages
Obock est jumelée à deux villes :
- Zeilah (Somaliland)
- Hadiboh (Yémen)

## Population et société

### Démographie
En 2019, la population d'Obock est estimée à 9 200 habitants, ce qui en fait la quatrième ville la plus peuplée de la République de Djibouti, derrière Djibouti, Ali Sabieh et Tadjourah.

### Éducation
Obock dispose de deux écoles primaires, d'un lycée général et d'un lycée technique.

### Santé
Obock dispose d'un hôpital.

## Économie
Port d'Obock

## Culture et patrimoine

### Lieux et monuments
- Maisons coloniales dont :
  - Maison de Léonce Lagarde;
  - Maison d'Arthur Rimbaud, aujourd'hui musée;

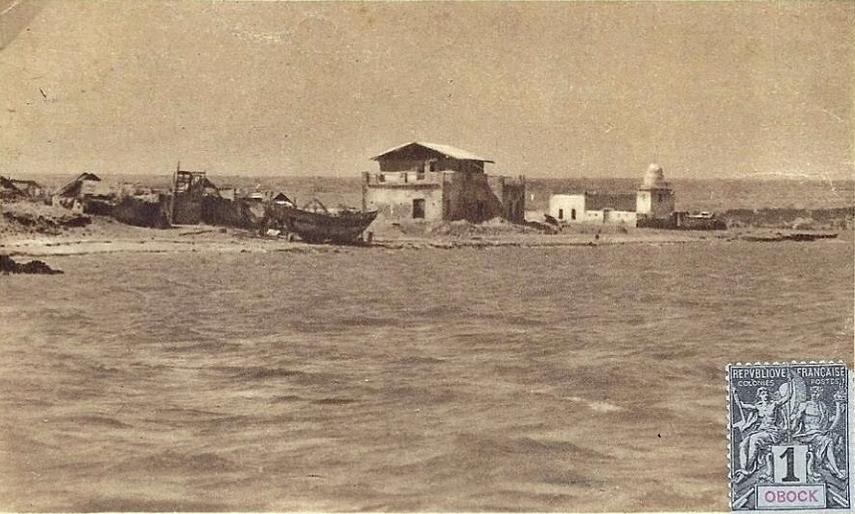
Maison d'Henry de Monfreid

  - Maison d'Henry de Monfreid, aujourd'hui école;
- Sources thermales et fumerolles;
- Plage et tombant
- Les îles des Sept Frères
- Le Phare de Ras Bir

Sans oublier les monts Mabla, à 25 km à l'ouest d'Obock.

### Personnalités liées à la ville

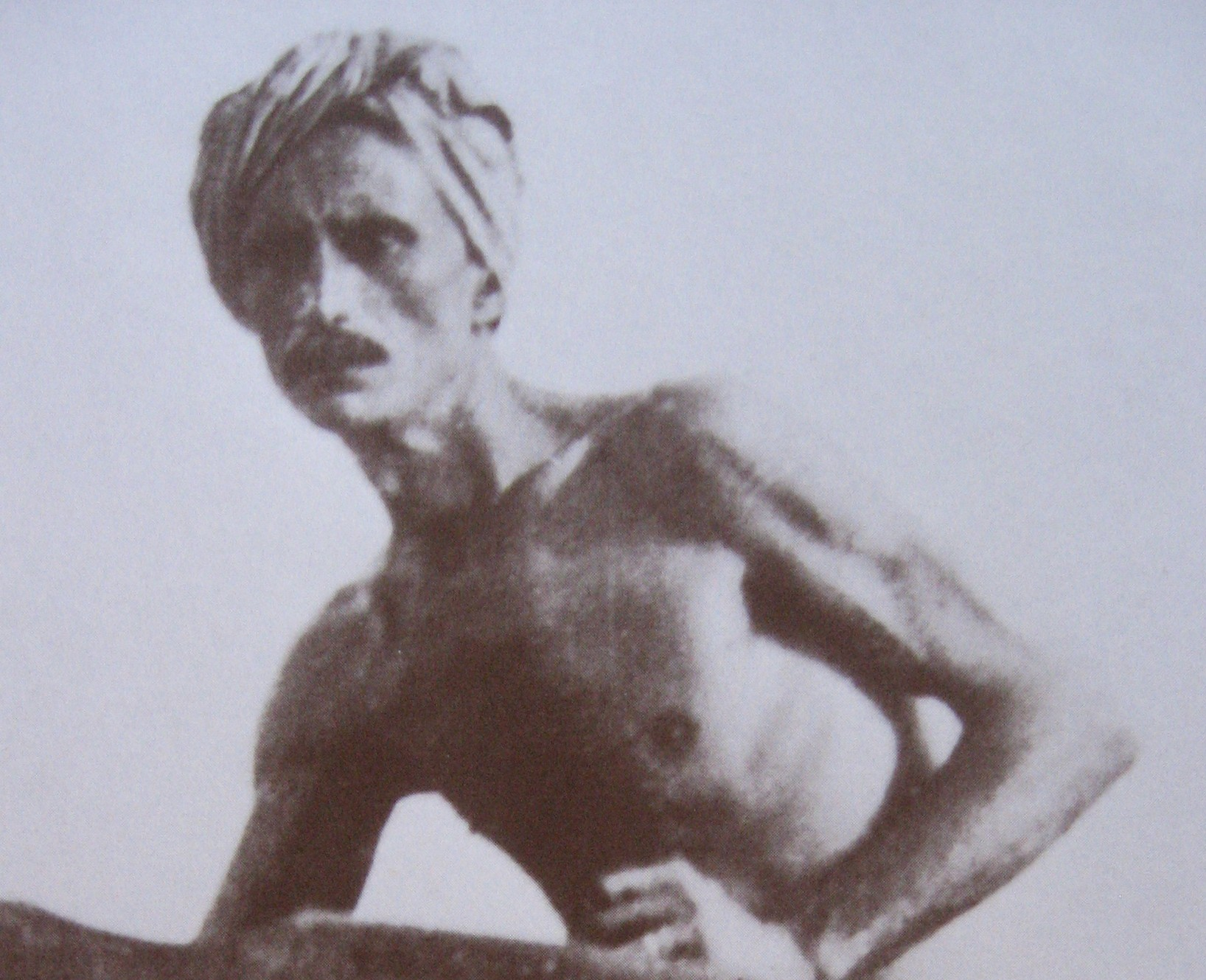
Henry de Monfreid, en 1937

- Dini Ahmed Abou Baker, signataire du traité de cession de 1862 ;
- Louis-Barthélémy Denis de Rivoyre (1937-1927), explorateur ;
- Hasna Mohamed Dato (1959-), femme politique djiboutienne, née à Obock ;
- Ahmed Dini (1932-2004), premier premier ministre de la République de Djibouti ;
- Mohammed Hamed, sultan de Raheita en 1862 ;
- Léonce Lagarde (1860-1936), administrateur (1883) puis premier commandant (1884-1887) et gouverneur (1887-1899) d'Obock ;
- Henri Lambert (1828-1859), explorateur commerçant à La Réunion, ancien agent consulaire à Aden ayant négocié le traité de cession en 1859 ;
- Henry de Monfreid (1879-1974), navigateur, trafiquant, écrivain : il a vécu à Obock de 1915 jusqu'au milieu des années 1920 ;
- Poindi Pacili (̠1888), chef kanak exilé ;
- Arthur Rimbaud (1854-1891), poète et trafiquant d'armes : dans la première moitié des années 1880, il fait de brefs séjours dans ce qu'il appelle «cette affreuse colonie»[15].